# JV (magazine)
Pour les articles homonymes, voir JV.
JV : Culture Jeu Vidéo (parfois JV le mag), est un magazine mensuel français consacré aux jeux vidéo sur consoles, PC, tablettes et smartphones, édité par Wildfire Media et lancé en novembre 2013,.
Sa parution est suspendue en mars 2025.

## Historique
Alors que le magazine Joystick connait ses dernières heures, fin 2012, une partie de son équipe lance son podcast, ZQSD.fr.
Un an plus tard, Bruno Pennes, un ancien de JVN.com et de PC Jeux, s'entoure d'une partie de l'équipe de ZQSD (Kevin Bitterlin, Sophie Krupa, Matthieu Guéritte, Sylvain Tastet, Corentin Lamy), ainsi que de Christophe Butelet (JVN.com), Elise Laubier (Joystick, PC Jeux) et Marc Pelatan (Hiro de Jeuxvideo.com), afin de fonder l'entreprise Wildfire Media et de lancer un nouveau magazine : JV : Sortons le Grand Jeu. Le premier numéro sort le 30 octobre 2013.
En novembre 2015, à l'occasion d'une nouvelle formule, le magazine change de nom et devient JV : Culture Jeu Vidéo.
En décembre 2017, Wildfire Media diversifie ses activités et publie son premier livre, Génération Jeu Vidéo - Années 80.
En octobre 2018, JV, dont la santé financière est menacée, lance une campagne Kickstarter. Le premier palier est atteint à 48 heures de la fin de la campagne, permettant d'assurer la pérennité du magazine.
En juin 2023, Héloïse Linossier, Sylvain Tastet et Florian Velter, des plumes actuelles ou anciennes de la rédaction de JV lancent, aux côtés de Gauthier Andres (Gamekult) et de Kévin Cicurel (NoLife), un nouveau média jeux vidéo, Origami. Le projet voit le jour en octobre de la même année.
En 2024, JV revendique un tirage mensuel de 50 000 exemplaires, une diffusion de 23 000 exemplaires, 3 000 abonnés et une audience totale de 170 000 lecteurs.
En mars 2025, l'équipe annonce ne pas être en capacité de sortir le numéro 115 du magazine et "laisser la version mensuelle du magazine de côté". Un hors-série consacré au jeu Final Fantasy XI paraît toutefois en juillet.

## Axe éditorial
La volonté des créateurs de JV est de produire un résultat « débarrassé de l’héritage de ce qui s’est fait avant ou de ce qui se fait ailleurs ». Selon l'équipe de JV : Culture Jeu Vidéo, les dossiers sont « au cœur du mag » ; les tests de jeux ne comportent pas de note (numérique), contrairement à la tradition qui prévalait jusque-là ; enfin, la publicité est réduite au strict minimum : moins de 10 % du magazine, qui compte une centaine de pages au total. L'équipe éditoriale de JV se réclame d'une indépendance totale, garantie selon elle par le fait que « 100 % du capital appartient aux collaborateurs du magazine » (rassemblés sous l'entité Wildfire Media), et que la régie de publicité (M*I*N*T, pour Média Image Nouvelle Tendance) est autonome et cherche « en priorité des annonceurs extérieurs au monde du jeu vidéo ».

## L'équipe
Ours du dernier numéro :
- Directrice de publication et première rédactrice graphiste : Sophie Krupa

- Rédacteur en chef : Kévin Bitterlin

- Secrétaire de rédaction : Elise Laubier

- Illustrateurs : Matthieu "Gruth" Guéritte

- Rédacteurs et pigistes : Christophe Butelet, Marion Bargiacchi, Michaël Guarné, Arnaud Hallet, Yaël Kunz, Olivier Marlas, Jean-Baptiste Massuet, Pierre Maugein, Antoine Trempé, Jules Seigneur

Liste des collaborateurs dont les noms sont apparus au moins dix fois dans l'ours :

## Annexe